# Phaloe ignita
Phaloe ignita là một loài bướm đêm thuộc phân họ Arctiinae, họ Erebidae.